# Лоухисто, Антти
Антти Лоухисто (фин. Antti Louhisto; 1 января 1918, Виролахти, Кюменлааксо, Финляндия — 17 июля 1989, Турку) — финский скульптор и художник-карикатурист. 
Награждён высшей государственной наградой Финляндии — медалью Pro Finlandia (1965). Лауреат Государственной премии Финляндии в области изобразительного искусства (1982).

## Биография
Родился на хуторе. В 1930 году вместе с семьёй переехал в район Выборга, где отец купил ферму. В начале лета 1944 года семье пришлось переехать в Юго-Западную Финляндию.
В 1945—1948 годах обучался в Академии изящных искусств в Хельсинки.
В 1949 году получил 1-ю премию на конкурсе памяти Эйно Лейно. В 1952 году занял 1-е место на конкурсе памятника в честь Героев Раумы.
Член Финской федерации скульпторов (с 1958). Награждён 2-й премией на Государственном художественном конкурсе 1960 года.
Участник многих международных выставок с 1957 года. В 1961 г. участвовал в международной выставке скульптуры в музее Родена в Париже. Всего у него состоялось 50 выставок в Финляндии и 25 за рубежом.
В том же году награждён 3-й премией на Государственном художественном конкурсе.
В 1965 году стал обладателем медали Pro Finlandia.

## Творчество
Больше всего известен своими скульптурами, многие из которых представляют собой маленькие игривые статуи людей, фигуры животных из камня, дерева и бронзы.
Автор ряда памятников, в том числе:
- Памятник карельскому народу на Маарском кладбище в Турку (1967).
- Памятник дружбы между Ленинградом и Турку (1969).
- Памятник Независимости в Турку (1977).
- Памятник павшим в Карелии.

Десятки скульптур Антти Лоухисто ныне находятся в различных музейных коллекциях Финляндии.